# Krężelka
Krężelka – potok w Beskidzie Śląskim na terenie wsi Jaworzynka, należący do zlewiska Morza Czarnego.
Długość Krężelki wynosi 6,6 km, średni spadek 4,2%. Jej źródła znajdują się na zachodnich stokach Sołowego Wierchu. Spływa prawie prosto w kierunku zachodnim i wpada do Czadeczki  jako jej jedyny większy dopływ, ok. 900 m przed granicą państwową polsko-słowacką.
Nazwa potoku pochodzi prawdopodobnie od nazwiska Krężel – pierwszego zapewne osadnika lub właściciela gruntu w jego dolinie. ...pole Odkrzas pod Krenzelkau.. było notowane w dokumentach księstwa cieszyńskiego w 1789 r. W wymowie gwarowej śląskich górali z rejonu Trójwsi nazwa potoku brzmi miękko (Kręcielka lub Krencielka), skąd brały się dawniejsze błędy w zapisie.
Zbocza doliny do dziś pokrywa dość zwarty kompleks leśny, zwany zwyczajowo „Trzecią Zapowiedzią”.